# Baeoura longefiligera
Baeoura longefiligera là một loài ruồi trong họ Limoniidae. Chúng phân bố ở miền Cổ bắc.